# 伯纳德·克里瑟
伯纳德·克里瑟（英語：Bernard Krisher，1931年8月9日—2019年3月5日），是美国资深记者、慈善家，《柬埔寨日报》的发行人。